# Юрлово (Можайский район)
Юрлово — деревня в Можайском районе Московской области в составе Юрловского сельского поселения. Численность постоянного населения по Всероссийской переписи 2010 года — 166 человек. До 2006 года Юрлово входило в состав Юрловского сельского округа. В деревне действует церковь Воскресения Словущего 1727 года постройки.
Деревня расположена в южной части района, у истоков безымянного правого притока реки Берега (приток Протвы), примерно в 22 км к юго-западу от Можайска, высота центра над уровнем моря 214 м. Ближайшие населённые пункты — Сокольниково на северо-западе, Ширино на юго-западе и Васькино Наро-Фоминского района на востоке.